# Karl Wittlinger
Karl Wittlinger (* 17. Mai 1922 in Karlsruhe; † 22. November 1994 in Lippertsreute) war ein deutscher Dramatiker und Fernsehautor.

## Leben
Wittlinger war der Sohn eines Tischlers. Er wurde nach dem Abitur zur Wehrmacht eingezogen und war Soldat in Afrika, wo er verwundet wurde und in französische Gefangenschaft kam. Nach Kriegsende begann er ein Studium der Germanistik und Anglistik in Freiburg im Breisgau, das er 1950 mit der Promotion zum Dr. phil. abschloss. Schon als Student leitete er eine englischsprachige Studentenbühne. Von 1950 bis 1952 war Wittlinger Dramaturg und Regieassistent an den Städtischen Bühnen Freiburg im Breisgau. Seit 1953 war er freier Schriftsteller. Nach Bühnenerfolgen und mehrfachen Auszeichnungen wurde er 1968 künstlerischer Beirat des Stadttheaters Konstanz. Von 1970 bis 1982 lebte er in Berlin. Dann zog er in seine badische Heimat zurück und lebte in Horben bei Freiburg im Breisgau.

## Werke

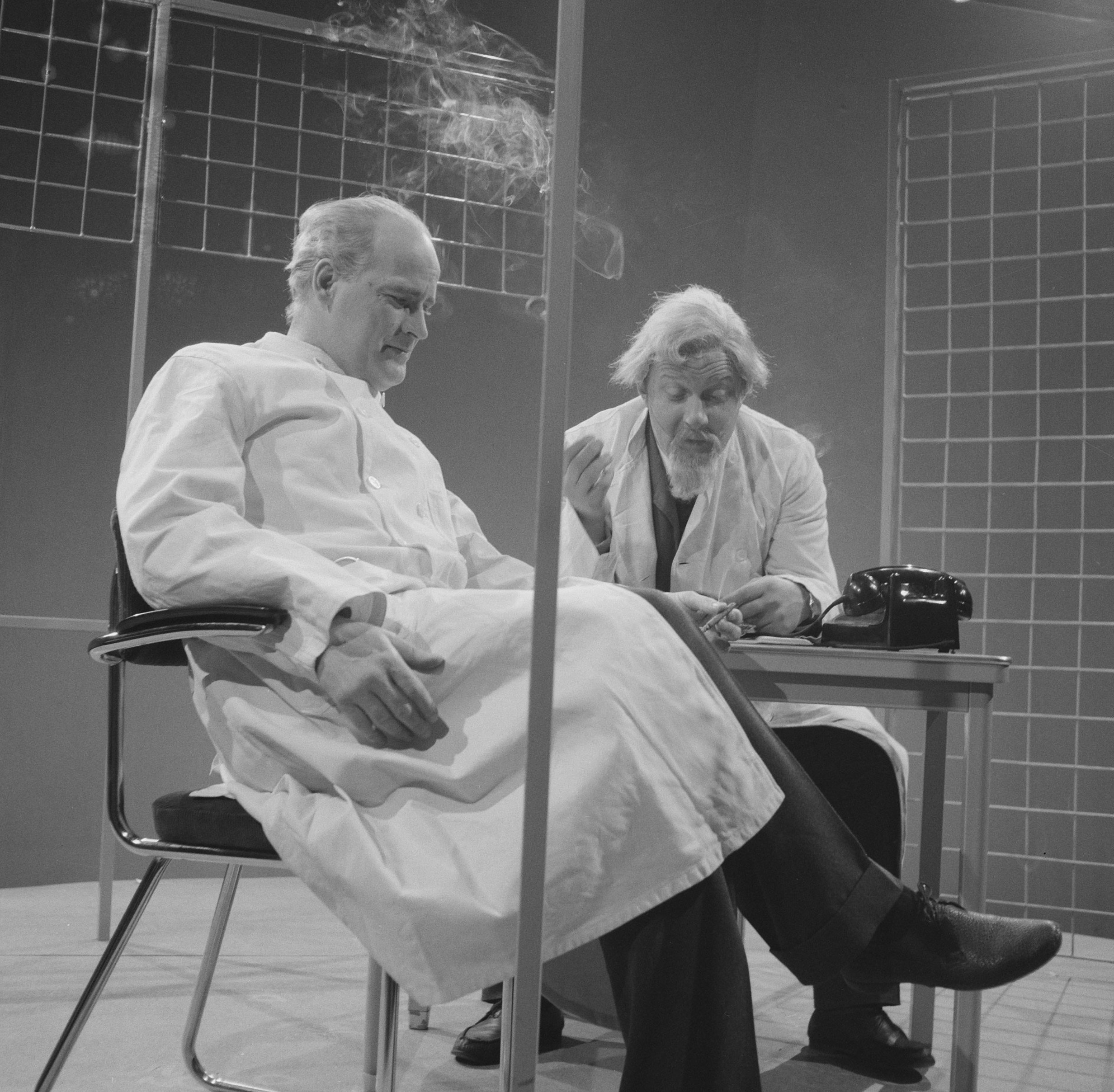
Kennen Sie die Milchstraße? (TV, 1961)

- Junge Liebe auf Besuch. Lustspiel. Bloch, Berlin 1954
- Der Himmel der Besiegten. Komödie. Bloch, Berlin 1954
- Kennen Sie die Milchstraße?. Novelle und TV-Film. 1955
- Lazarus. Schauspiel. Chronos, Hamburg 1958
- Kinder des Schattens. Komödie. Bloch, Berlin 1958 (als Fernsehspiel 1969)
- Seelenwanderung. TV-Film 1962. Parabel 1963
- Zum Frühstück zwei Männer. Komödie. Bloch, Berlin 1963
- Die Totenwache. Nach einer Erzählung von Ambrose Bierce. Diogenes, Zürich 1964
- Nachruf auf Egon Müller. TV-Film. 1965
- Corinne und der Seebär. TV-Film. 1966
- Zwei rechts, zwei links. Lustspiel in 2 Akten. Bloch, Berlin 1966
- Blut floss auf Blendings Castle. TV-Film nach einer Geschichte von P. G. Wodehouse. 1967
- Der Test. Komödie. Bloch, Berlin 1968
- Kinder des Schattens. TV-Film. 1968
- Kirschen für Rom. TV-Film nach einem Stück von Hans Hömberg. 1968
- Warum ist es am Rhein so schön? Satire. Bloch, Berlin 1970
- Krebsstation. TV-Film nach einem Roman von Alexander Solschenizyn. 1970
- Scheibenschießen. TV-Film. 1970
- Die Fliege und der Frosch. TV-Film. 1971
- Narrenspiegel. TV-Film nach einem Roman von Alfred Neumann. 1971
- Das Geheimnis der alten Mamsell. TV-Film nach einem Roman von E. Marlitt. 1972
- Frohe Ostern. TV-Film nach Kurzgeschichten von Walter Vogt. 1972
- Scheibenschießen. TV-Film. 1973
- Evarella (Drehbuch mit Werner Grassmann)
- Im Schillingshof. Fernsehfilm. 1973
- Die Buchholzens. TV-Serie nach einer Romanserie von Julius Stinde. 7 Folgen. 1974
- Telerop 2009 – Es ist noch was zu retten. TV-Serie. 13 Folgen. 1974
- Im Hause des Kommerzienrates. TV-Film nach einem Roman von E. Marlitt. 1975
- Ein Badeunfall. TV-Film. 1976
- Das Fräulein von Scuderi. TV-Film nach einer Novelle von E. T. A. Hoffmann. 1976
- Tandem. TV-Film. Episode der Serie `Geburtstage´. 1976
- Erben ist menschlich. TV-Film. 1977
- Urlaubsreif. TV-Krimi. Episode der Serie `Der Anwalt´. 1977
- Kuhhandel. TV-Krimi. Episode der Serie `Der Anwalt´. 1977
- Kante. TV-Film. 1977
- Noch einmal Adam und Eva. TV-Film. Episode aus `Geschichten aus der Zukunft´. 1978
- Geburt eines Waisenkindes. TV-Film. Episode aus `Geschichten aus der Zukunft´. 1978
- Ein Mann will nach oben. TV-Serie nach einem Roman von Hans Fallada. 13 Folgen. 1978
- PS – Geschichten ums Auto. TV-Serie. 4 Folgen. 1979
- Hatschi! TV-Fernsehspiel. 1979
- Der Mix. TV-Film. Episode aus `Geschichten aus der Zukunft´. 1979
- Nach menschlichem Ermessen. TV-Film. Episode aus `Geschichten aus der Zukunft´. 1979
- Geliebte Knechtschaft. TV-Film. Episode aus `Geschichten aus der Zukunft´. 1980
- Kreuzfahrten eines Globetrotters. TV-Serie nach Geschichten von W. Somerset Maugham. 1980
- Überfall in Glasgow. TV-Film nach einem Roman von Bill Knox. 1981
- Der Fall Maurizius. TV-Krimi-Serie nach einem Roman von Jakob Wassermann, 5 Folgen. 1981
- Zum Frühstück zwei Männer. TV-Film. 1981
- Die zweite Frau. TV-Film nach einem Roman von E. Marlitt. 1983
- Die schöne Wilhelmine. TV-Serie nach einem Roman von Ernst von Salomon, 4 Folgen. 1984
- Matt in dreizehn Zügen. TV-Serie nach einem Roman von Hans Joachim Flechtner, 13 Folgen. 1984
- Do You Know the Milkyway?. TV-Film, überarbeitet und übersetzt nach dem Buch von 1955. 1985
- Der Hund im Computer. TV-Komödie. 1985
- Alte Gauner. TV-Serie, 8 Folgen. 1985
- Die Frau mit den Karfunkelsteinen. Fernsehfilm. 1985
- Falsche Töne. TV-Krimi der Serie „Stahlkammer Zürich“. 1987
- Wunschpartner. TV-Serie. 1987
- Der Düvelsblitz. TV-Film. 1989
- Pension Sonnenschein. TV-Film. 1992
- Herzklabastern. TV-Film. 1995

## Auszeichnungen
- Gerhart-Hauptmann-Preis 1956 (für Kennen Sie die Milchstraße?)
- Prix Italia und Internationaler Preis von Monte Carlo 1962 (für das Fernsehspiel Seelenwanderung)